# SM-veckan 2017 (vinter)
SM-veckan vinter 2017 avgörs i Söderhamn 31 januari–5 februari och är den åttonde upplagan av SM-veckan. Söderhamn står som huvudvärd, men tävlingarna avgörs även i Bollnäs och Hassela. Tävlingarna är ett samarrangemang mellan Söderhamns kommun, Riksidrottsförbundet och Sveriges Television.

## Sporter
- Bowling
- Brottning
- Cykeltrial
- Danssport
- Draghundsport
- Frisbeesport (ultimate)
- Issegling
- Jujutsu
- Längdskidåkning
- Parallellslalom
- Rally (sprint)
- Rallycross (sprint)
- Rullstolsdans
- Rullstolsinnebandy
- Skicross
- Slalom
- Softboll
- Stadioncross (snöskoter)
- Styrkelyft
- X-trial